# Osberht
Pour les articles homonymes, voir Osbert.
Osberht (mort en 867) est un roi de Northumbrie du IXe siècle.

## Chronologie
D'après la chronologie traditionnelle, Osberht succède à Æthelred II, tué en 848 ou 849, et règne pendant treize années, jusqu'à sa déposition par Ælle en 861 ou 862. Les Flores Historianum de Roger de Wendover lui accordent dix-huit années de règne, probablement en considérant les cinq années de règne d'Ælle comme une usurpation. Ces dates traditionnelles sont acceptées par Simon Keynes.
Une chronologie alternative est proposée par l'historien D. P. Kirby, qui souligne qu'un passage de la Historia de sancto Cuthberto laisse entendre qu'Osberht est encore roi en 866. Kirby suggère de déplacer son règne de 853 à 866 et de réduire l'usurpation d'Ælle de cinq à une seule année. À mi-chemin entre les deux chronologies, Barbara Yorke situe quant à elle le règne d'Osberht de 848/849 à 867.

## Biographie

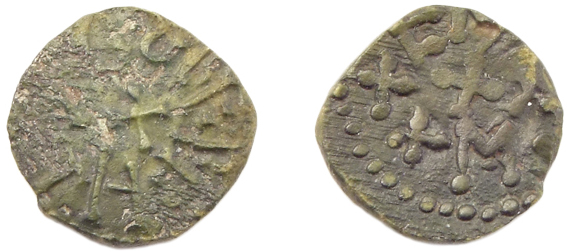
Monnaie frappée sous le règne d'Osberht.

L'ascendance d'Osberht est inconnue. D'après la Historia de sancto Cuthberto, Ælle et lui sont frères. Siméon de Durham affirme clairement qu'Ælle n'est pas d'ascendance royale, ce qui pourrait impliquer la même chose d'Osberht.
L'histoire de la Northumbrie au IXe siècle est très mal connue, mais elle semble avoir été marquée par des luttes dynastiques peut-être encouragées par la Mercie voisine, et plus sûrement par les attaques des Vikings. Grâce à la Chronique anglo-saxonne, la fin du royaume est mieux documentée. Les Danois de la Grande Armée païenne qui a débarqué en Angleterre en 865 s'emparent d'York le 1er novembre 866. Afin de lutter contre eux, Osberht et Ælle unissent leurs forces et tentent de reprendre la ville, mais ils sont vaincus et tués le 21 mars 867,.
Après la mort d'Osberht et Ælle, la Northumbrie cesse d'exister comme un royaume indépendant et uni. La moitié Sud, correspondant à l'ancien Deira, est directement occupée par les Vikings, qui prennent York (Jórvík) pour capitale. Au Nord de la Tyne, l'ancienne Bernicie est placée sous l'autorité d'un roi fantoche, Ecgberht.